# Wieczywno
Wieczywno [pronunciación en polaco: /vjɛˈt͡ʂɨvnɔ/] es un pueblo ubicado en el distrito administrativo de Gmina Lipnica, dentro del condado de Bytów, Voivodato de Pomerania, en el norte de Polonia. Se encuentra a unos 11 kilómetros al suroeste de Lipnica, 27 kilómetros al suroeste de Bytów, y a 100 kilómetros al suroeste de la capital regional Gdańsk.
El pueblo tiene una población de 11 habitantes.